# Zapasy na Letnich Igrzyskach Olimpijskich 1960 – kategoria ponad 87 kg w stylu klasycznym
Zmagania mężczyzn ponad 87 kg to jedna z ośmiu męskich konkurencji w zapasach w stylu klasycznym rozgrywanych podczas Letnich Igrzysk Olimpijskich 1960. Pojedynki w tej kategorii wagowej odbyły się w dniach 26 – 31 sierpnia.
Punktacja opierała się na systemie „złych punktów karnych”. Zwycięzca otrzymywał zero punktów za wygraną przez „tusz” (łopatki), a jeden punkt za wygraną na punkty. Dwa punkty przyznawano zawodnikom za remis. Za porażkę na punkty zawodnik otrzymywał trzy punkty, a za przegraną na łopatki przyznawano 4 punkty karne. Uzyskanie sześciu lub więcej punktów eliminowało zapaśnika z turnieju. Najlepsza trójka walczyła w rundzie finałowej. 

## Klasyfikacja[1]
| Pozycja | Nazwisko          | Kraj              |
| ------- | ----------------- | ----------------- |
| 1       | Iwan Bohdan       | ZSRR              |
| 2       | Wilfried Dietrich | Niemcy            |
| 3       | Bohumil Kubát     | Czechosłowacja    |
| 4       | István Kozma      | Węgry             |
| 5       | Lucjan Sosnowski  | Polska            |
| 6       | Radosław Kasabow  | Bułgaria          |
| 7       | Adelmo Bulgarelli | Włochy            |
| 8       | Ragnar Svensson   | Szwecja           |
| 9       | Viktor Ahven      | Finlandia         |
| 9       | Tan Tarı          | Turcja            |
| 11      | Dale Lewis        | Stany Zjednoczone |
| 12      | Kanji Shigeoka    | Japonia           |

## Wyniki

### Pierwsza runda[2]
| Zwycięzca         | Punkty karne | Wynik     | Przegrany         | Punkty karne |
| ----------------- | ------------ | --------- | ----------------- | ------------ |
| István Kozma      | 1            | Na punkty | Dale Lewis        | 3            |
| Radosław Kasabow  | 1            | Na punkty | Adelmo Bulgarelli | 3            |
| Lucjan Sosnowski  | 1            | Na punkty | Viktor Ahven      | 3            |
| Bohumil Kubát     | 0            | Łopatki   | Kanji Shigeoka    | 4            |
| Wilfried Dietrich | 1            | Na punkty | Ragnar Svensson   | 3            |
| Iwan Bohdan       | 0            | Łopatki   | Tan Tarı          | 4            |

### Druga runda[3]
| Zwycięzca         | Punkty karne | Wynik     | Przegrany         | Punkty karne |
| ----------------- | ------------ | --------- | ----------------- | ------------ |
| Adelmo Bulgarelli | 3            | Łopatki   | Dale Lewis        | 7            |
| Radosław Kasabow  | 2            | Na punkty | István Kozma      | 4            |
| Bohumil Kubát     | 1            | Na punkty | Viktor Ahven      | 6            |
| Lucjan Sosnowski  | 1            | Łopatki   | Kanji Shigeoka    | 8            |
| Ragnar Svensson   | 5            | Remis     | Tan Tarı          | 6            |
| Iwan Bohdan       | 2            | Remis     | Wilfried Dietrich | 3            |

### Trzecia runda[4]
| Zwycięzca        | Punkty karne | Wynik     | Przegrany         | Punkty karne |
| ---------------- | ------------ | --------- | ----------------- | ------------ |
| István Kozma     | 5            | Na punkty | Adelmo Bulgarelli | 6            |
| Lucjan Sosnowski | 3            | Remis     | Radosław Kasabow  | 4            |
| Bohumil Kubát    | 3            | Remis     | Wilfried Dietrich | 5            |
| Iwan Bohdan      | 2            | Łopatki   | Ragnar Svensson   | 9            |

### Czwarta runda[5]
| Zwycięzca         | Punkty karne | Wynik     | Przegrany        | Punkty karne |
| ----------------- | ------------ | --------- | ---------------- | ------------ |
| István Kozma      | 6            | Na punkty | Lucjan Sosnowski | 6            |
| Wilfried Dietrich | 5            | Łopatki   | Radosław Kasabow | 8            |
| Iwan Bohdan       | 4            | Remis     | Bohumil Kubát    | 5            |

- Wilfried Dietrich zdobył srebrny medal z powodu mniejszej wagi ciała[6]